# ليركوشفادا 1
ليركوشفادا 1 (LG 1) (جناح التدريب الأول) سابقًا كان Lehrgeschwader Greifswald وحدة لوفتفافه متعددة الأغراض خلال الحرب العالمية الثانية، حيث كانت تشغل المقاتلات وقاذافات القنابل. تم تشكيل الوحدة في يوليو 1936 وشغلت الطائرات التاليو: مسرشميت بي اف 109 وماسرشميت بي إف 110 ودورنير دو 17 وهنيكل إتش إي 111 ويونكرز يو 88 ويونكرز يو 87.

## التاريخ
تم إنشاء الوحدة للتحكم في لير جروبا (مموعة تعليم) في لوفتفافه. تم تشكيل Stab / LG 1 في يوليو 1936، وفي 1 أبريل 1937 تم إنشاء Stab Gruppe رسميًا.

## الضباط القادة
- الرائد هان جيسكونيك، 1 أكتوبر 1936 – نوفمبر 1936
- اللواء الرائد ألفريد بولويوس، 17 نوفمبر 1939 - 21 أكتوبر 1940
- أوبرست يواكيم هيلبيج، 14 أغسطس 1943 - 2 مارس 1945
- المقدم رودولف هالينسليبن، سبتمبر 1944 – يناير 1945 (بالنيابة)
- أوبرست يواكيم هيلبيغ، يناير 1945 (بالنيابة)
- الرائد ريتشارد تشيكاي، 2 مارس 1945 - 4 مايو 1945

## قائمة المراجع
- Bergstrom, Christer (2007). Barbarossa - The Air Battle: July–December 1941. London: Chevron/Ian Allan. (ردمك 978-1-85780-270-2).
- de Zeng, H.L; Stanket, D.G; Creek, E.J. Bomber Units of the Luftwaffe 1933-1945; A Reference Source, Volume 1. Ian Allan Publishing, 2007. (ردمك 978-1-85780-279-5)
- de Zeng, H.L; Stanket, D.G; Creek, E.J. Bomber Units of the Luftwaffe 1933-1945; A Reference Source, Volume 2. Ian Allan Publishing, 2007. (ردمك 978-1-903223-87-1)
- Taghon, Peter (2004). Die Geschichte des Lehrgeschwaders 1—Band 1—1936 – 1942 (in German). Zweibrücken, Germany: VDM Heinz Nickel. (ردمك 3-925480-85-4).
- Taghon, Peter (2004). Die Geschichte des Lehrgeschwaders 1—Band 2—1942 – 1945 (in German). Zweibrücken, Germany: VDM Heinz Nickel. (ردمك 3-925480-88-9).